# (4562) Poleungkuk
(4562) Poleungkuk es un asteroide perteneciente al cinturón de asteroides, descubierto el 21 de octubre de 1979 por el equipo del Observatorio de la Montaña Púrpura desde el Observatorio de la Montaña Púrpura, Nankín (China).

## Designación y nombre
Designado provisionalmente como 1979 UD2. Fue nombrado Poleungkuk en homenaje a la organización de caridad de Hong Kong "Po Leung Kuk" en su 125 años de su fundación, que da educación y ayudas a huérfanos.

## Características orbitales
Poleungkuk está situado a una distancia media del Sol de 2,473 ua, pudiendo alejarse hasta 2,821 ua y acercarse hasta 2,124 ua. Su excentricidad es 0,140 y la inclinación orbital 3,418 grados. Emplea 1420 días en completar una órbita alrededor del Sol.

## Características físicas
La magnitud absoluta de Poleungkuk es 12,9. Tiene 15,006 km de diámetro y su albedo se estima en 0,05.